# Dunbar Castle
Dunbar Castle er en tidligere borg, der på et tidspunkt var blandt de stærkeste fæstninger i Skotland. Den er anlagt med udsigt over havnen i byen Dunbar, East Lothian nær det engelsk-skotske grænse. Den første sten-borg blev bygget i 1070'erne, men der har været fæstninger på stedet siden 700-tallet, og forsvarsværkerne blev udvidet, forbedret og ændret i flere omgang. Den blev ødelagt sidste gang i 1567, og har siden stået som ruin.